# 356 mm działo kolejowe TM-1-14

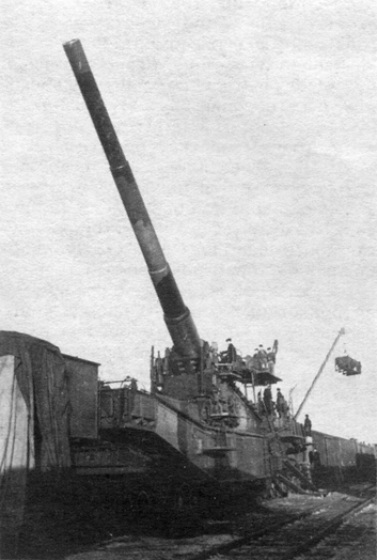
356 mm działo kolejowe TM-1-14

356 mm działo kolejowe TM-1-14 (ros. 356-мм железнодорожная установка ТМ-1-14) – sowieckie działo kolejowe kalibru 356 mm.
Działa TM-1-14 były produkowane od 1931 roku fabryce im. Marty w Mikołajowie. Powstało sześć dział tego typu. Były to morskie armaty kalibru 356 mm ustawione na szesnastoosiowych platformach kolejowych. Wykorzystywane armaty 356 mm były pierwotnie przeznaczone dla nigdy nie ukończonych krążowników liniowych typu Borodino.
W czerwcu 1941 roku bateria trzech dział TM-1-14 była przydzielona do obrony bazy Floty Sowieckiej w Tallinnie. Następnie podobnie jak inne jednostki dział kolejowych została wycofana do Leningradu i wzięła udział w obronie tego miasta. W 1942 roku bateria ta została podporządkowana 101 morskiej brygadzie artylerii kolejowej (101 морская железнодорожная артиллерийская бригада).

## Dane taktyczno-techniczne
- Kaliber: 355,6 mm
- Długość lufy: 18 490 mm (L/52)
- Prędkość początkowa pocisku o masie 747,8 kg: 731 m/s
- Donośność: 31 000 m
- Szybkostrzelność: 1,5 strz/min
- Kąt ostrzału:
  - w pionie: do +50°
  - w poziomie: 0°